# Reeducant l'Andrew
Reeducant l'Andrew (títol original: When Andrew Came Home) és un telefilm estatunidenc dirigit per Artie Mandelberg, difós el 30 d'octubre de 2000 a Lifetime. Ha estat doblat al català.

## Argument
Quan el seu fill Andrew, segrestat pel seu ex-marit fa cinc anys, torna amb ella, Gail pensa que els seus precs han estat atesos. Està lluny de dubtar del traumatisme suportat per Andrew. Ràpidament, el nen de 10 anys mostra problemes de comportament. Gail decideix llavors posar-s'hi per ensenyar-lo a estimar novament.

## Repartiment
- Park Overall: Gail
- Jason Beghe: Eddie
- Seth Adkins: Andrew
- Carl Marotte: Ted
- Shannon Lawson: Deena Drake